# Eresfjord
Eresfjord este o localitate din comuna Nesset, provincia Møre og Romsdal, Norvegia, cu o populație de 450 locuitori (2013).